# La virgen de la Caridad
La virgen de la Caridad è un film del 1930, diretto da Ramón Peón. 

## Trama
A Cuba, l'anziana Ritica, qualche tempo dopo che un incendio ha distrutto il suo villaggio di residenza, sta mettendo in ordine gli oggetti scampati alle fiamme, fra i quali una immaginetta, incorniciata, della patrona della nazione, la Madonna della carità. Il figlio di Ritica era caduto durante le lotte per l'indipendenza di Cuba, ed ora la sua hacienda nell'isola era gestita dalla donna - che l'aveva acquistata dal precedente proprietario Fernandez - e dal nipote Yeyo.
Il rapporto amoroso di Yeyo con Trina non è visto di buon occhio dal padre della ragazza, il ricco latifondista don Pedro, e la situazione peggiora quando Guillermo, figlio di Fernandez, dopo anni passati all'estero, ritorna nel villaggio natale, deciso a reinserirsi nella vita economica della comunità. Guillermo vorrebbe ad ogni costo ritornare in possesso dell'azienda agricola che suo padre aveva venduto a Ritica, per quanto la cosa sia legalmente impossibile. Confidando nel fatto che i documenti di tale vendita siano stati distrutti nell'incendio, egli, tramite connivenze e bustarelle, riesce ad ottenere surrettiziamente dal giudice un'ingiunzione di sfratto per Ritica e nipote, che si apprestano a malincuore a lasciare la fattoria, e vengono ospitati dal loro amico Nicomedes, collezionista di quadri, in attesa che le cose possano appianarsi e ritrovare il giusto corso.
Come se non bastasse, don Pedro individua in Guillermo, proprio in virtù della sua spregiudicatezza negli affari, il proprio genero ideale, e, senza neanche consultarla, obbliga la figlia (com'era possibile fare a quei tempi) a scambiare una promessa di matrimonio con Guillermo.
Yeyo, su consiglio della nonna Ritica che lo invita a rassegnarsi, si inginocchia sconfitto, a significare completo affidamento alla divinità, davanti all'immagine della Madonna della carità, la cui cornice campeggia sul muro. Dall'altra parte del muro Nicomedes sta appendendo la tela da lui appena acquistata per la propria collezione. Il quadro della Madonna della carità, chiodo contro chiodo, conseguentemente, cade per terra. All'interno della cornice rotta svetta il rogito originale, che testimonia del regolare acquisto della proprietà da parte di Ritica.
Yoyo si appresta a recarsi, con il documento, presso le autorità comunali, proprio mentre esse stanno concludendo gli atti di matrimonio fra Trina e Guillermo. Le autorità riconoscono il diritto di proprietà dell'azienda di Yoyo, e smascherano il tentativo fraudolento di Guillermo. Di fronte a tale scenario, don Pedro si rifiuta di dare la propria figlia in matrimonio ad un imbroglione come Guillermo.
Trina e Yoyo, in seguito, si riuniscono.